# Zwartkuiflangoer
De zwartkuiflangoer (Presbytis melalophos)  is een zoogdier uit de familie van de apen van de Oude Wereld (Cercopithecidae). De wetenschappelijke naam van de soort werd voor het eerst geldig gepubliceerd door Raffles in 1821.

## Voorkomen
De soort komt voor in Indonesië, in het westen van Sumatra.